# Gran Premio de Malasia de Motociclismo de 2013
El Gran Premio de Malasia de Motociclismo de 2013 (oficialmente Shell Advance Malaysian Motorcycle Grand Prix) fue la decimoquinta prueba del Campeonato del Mundo de Motociclismo de 2013. Tuvo lugar en el fin de semana del 11 al 13 de octubre de 2013 en el Circuito Internacional de Sepang, situado en la localidad de Sepang, Selangor, Malasia.
La carrera de MotoGP fue ganada por Dani Pedrosa, seguido de Marc Márquez y Jorge Lorenzo. Esteve Rabat fue el ganador de la prueba de Moto2, por delante de Pol Espargaró y Thomas Lüthi. La carrera de Moto3 fue ganada por Luis Salom, Álex Rins fue segundo y Miguel Oliveira tercero.

## Resultados

### Resultados MotoGP
| Pos.    | N.º | Piloto           | Constructor  | Vueltas | Tiempo    | Parrilla | Puntos |
| ------- | --- | ---------------- | ------------ | ------- | --------- | -------- | ------ |
| 1       | 26  | Dani Pedrosa     | Honda        | 20      | 40:45.191 | 5        | 25     |
| 2       | 93  | Marc Márquez     | Honda        | 20      | +2.757    | 1        | 20     |
| 3       | 99  | Jorge Lorenzo    | Yamaha       | 20      | +6.669    | 4        | 16     |
| 4       | 46  | Valentino Rossi  | Yamaha       | 20      | +10.351   | 2        | 13     |
| 5       | 19  | Álvaro Bautista  | Honda        | 20      | +22.149   | 6        | 11     |
| 6       | 35  | Cal Crutchlow    | Yamaha       | 20      | +22.301   | 3        | 10     |
| 7       | 38  | Bradley Smith    | Yamaha       | 20      | +30.864   | 7        | 9      |
| 8       | 4   | Andrea Dovizioso | Ducati       | 20      | +45.111   | 8        | 8      |
| 9       | 41  | Aleix Espargaró  | ART          | 20      | +59.264   | 9        | 7      |
| 10      | 68  | Yonny Hernández  | Ducati       | 20      | +1:01.417 | 16       | 6      |
| 11      | 7   | Hiroshi Aoyama   | FTR          | 20      | +1:03.665 | 15       | 5      |
| 12      | 14  | Randy de Puniet  | ART          | 20      | +1:14.256 | 17       | 4      |
| 13      | 71  | Claudio Corti    | FTR Kawasaki | 20      | +1:21.603 | 13       | 3      |
| 14      | 8   | Héctor Barberá   | FTR          | 20      | +1:27.976 | 14       | 2      |
| 15      | 5   | Colin Edwards    | FTR Kawasaki | 20      | +1:29.442 | 12       | 1      |
| 16      | 9   | Danilo Petrucci  | Ioda-Suter   | 20      | +1:29.551 | 19       |        |
| 17      | 23  | Luca Scassa      | ART          | 20      | +1:47.930 | 20       |        |
| 18      | 67  | Bryan Staring    | FTR Honda    | 20      | +1:52.927 | 21       |        |
| Ret     | 70  | Michael Laverty  | ART          | 12      | Caída     | 18       |        |
| Ret     | 52  | Lukáš Pešek      | Ioda-Suter   | 11      | Retirado  | 22       |        |
| Ret     | 69  | Nicky Hayden     | Ducati       | 8       | Motor     | 11       |        |
| Ret     | 50  | Damian Cudlin    | PBM          | 7       | Escape    | 23       |        |
| Ret     | 29  | Andrea Iannone   | Ducati       | 6       | Retirado  | 10       |        |
| DNS     | 6   | Stefan Bradl     | Honda        |         | Lesionado |          |        |
| Fuente: |     |                  |              |         |           |          |        |

### Resultados Moto2
Tras la salida, la carrera fue interrumpida en la primera vuelta, después de un incidente entre Axel Pons y Fadli Immammuddin, que choco con la moto caída de Pons. También chocaron Ezequiel Iturrioz, Zaqhwan Zaidi y Decha Kraisart. Para la reanudación, la distancia de la carrera se redujo de 19 a 12 vueltas.
| Pos.    | N.º | Piloto              | Constructor | Vueltas | Tiempo             | Parrilla | Puntos |
| ------- | --- | ------------------- | ----------- | ------- | ------------------ | -------- | ------ |
| 1       | 80  | Esteve Rabat        | Kalex       | 12      | 25:45.411          | 1        | 25     |
| 2       | 40  | Pol Espargaró       | Kalex       | 12      | +1.563             | 3        | 20     |
| 3       | 12  | Thomas Lüthi        | Suter       | 12      | +2.910             | 2        | 16     |
| 4       | 36  | Mika Kallio         | Kalex       | 12      | +4.814             | 5        | 13     |
| 5       | 77  | Dominique Aegerter  | Suter       | 12      | +7.352             | 11       | 11     |
| 6       | 5   | Johann Zarco        | Suter       | 12      | +9.790             | 4        | 10     |
| 7       | 45  | Scott Redding       | Kalex       | 12      | +9.840             | 10       | 9      |
| 8       | 30  | Takaaki Nakagami    | Kalex       | 12      | +11.894            | 6        | 8      |
| 9       | 81  | Jordi Torres        | Suter       | 12      | +12.302            | 9        | 7      |
| 10      | 60  | Julián Simón        | Kalex       | 12      | +15.524            | 17       | 6      |
| 11      | 3   | Simone Corsi        | Speed Up    | 12      | +16.190            | 15       | 5      |
| 12      | 52  | Danny Kent          | Tech 3      | 12      | +25.191            | 16       | 4      |
| 13      | 88  | Ricard Cardús       | Speed Up    | 12      | +26.040            | 21       | 3      |
| 14      | 23  | Marcel Schrötter    | Kalex       | 12      | +26.380            | 12       | 2      |
| 15      | 55  | Hafizh Syahrin      | Kalex       | 12      | +29.369            | 18       | 1      |
| 16      | 96  | Louis Rossi         | Tech 3      | 12      | +30.154            | 22       |        |
| 17      | 8   | Gino Rea            | Speed Up    | 12      | +35.653            | 25       |        |
| 18      | 18  | Nicolás Terol       | Suter       | 12      | +35.723            | 14       |        |
| 19      | 92  | Álex Mariñelarena   | Kalex       | 12      | +36.012            | 24       |        |
| 20      | 44  | Steven Odendaal     | Speed Up    | 12      | +40.132            | 29       |        |
| 21      | 25  | Azlan Shah          | Moriwaki    | 12      | +40.457            | 27       |        |
| 22      | 7   | Doni Tata Pradita   | Suter       | 12      | +50.037            | 28       |        |
| 23      | 10  | Thitipong Warokorn  | Suter       | 12      | +54.131            | 30       |        |
| 24      | 97  | Rafid Topan Sucipto | Speed Up    | 12      | +54.451            | 33       |        |
| DSQ     | 95  | Anthony West        | Speed Up    | 12      | (+25.982)          | 23       |        |
| Ret     | 11  | Sandro Cortese      | Kalex       | 11      | Caída              | 13       |        |
| Ret     | 54  | Mattia Pasini       | Speed Up    | 9       | Retirado           | 19       |        |
| Ret     | 15  | Alex de Angelis     | Speed Up    | 0       | Caída              | 7        |        |
| Ret     | 19  | Xavier Siméon       | Kalex       | 0       | Caída              | 8        |        |
| DNS     | 49  | Axel Pons           | Kalex       |         | No tomo 2.ª salida | 20       |        |
| DNS     | 46  | Decha Kraisart      | Tech3       |         | No tomo 2.ª salida | 26       |        |
| DNS     | 62  | Fadli Immammuddin   | Motobi      |         | No tomo 2.ª salida | 31       |        |
| DNS     | 21  | Zaqhwan Zaidi       | Suter       |         | No tomo 2.ª salida | 32       |        |
| DNS     | 34  | Ezequiel Iturrioz   | Kalex       |         | No tomo 2.ª salida | 34       |        |
| 1.      |     |                     |             |         |                    |          |        |
| Fuente: |     |                     |             |         |                    |          |        |

### Resultados Moto3
| Pos.    | N.º | Piloto                 | Constructor | Vueltas | Tiempo    | Parrilla | Puntos |
| ------- | --- | ---------------------- | ----------- | ------- | --------- | -------- | ------ |
| 1       | 39  | Luis Salom             | KTM         | 18      | 40:42.441 | 1        | 25     |
| 2       | 42  | Álex Rins              | KTM         | 18      | +0.069    | 6        | 20     |
| 3       | 44  | Miguel Oliveira        | Mahindra    | 18      | +0.408    | 4        | 16     |
| 4       | 12  | Álex Márquez           | KTM         | 18      | +0.782    | 5        | 13     |
| 5       | 25  | Maverick Viñales       | KTM         | 18      | +1.055    | 9        | 11     |
| 6       | 8   | Jack Miller            | FTR Honda   | 18      | +1.077    | 7        | 10     |
| 7       | 10  | Alexis Masbou          | FTR Honda   | 18      | +5.016    | 2        | 9      |
| 8       | 94  | Jonas Folger           | Kalex KTM   | 18      | +6.277    | 10       | 8      |
| 9       | 5   | Romano Fenati          | FTR Honda   | 18      | +6.952    | 13       | 7      |
| 10      | 65  | Philipp Öttl           | Kalex KTM   | 18      | +10.962   | 12       | 6      |
| 11      | 41  | Brad Binder            | Mahindra    | 18      | +11.096   | 21       | 5      |
| 12      | 31  | Niklas Ajo             | KTM         | 18      | +21.012   | 14       | 4      |
| 13      | 84  | Jakub Kornfeil         | Kalex KTM   | 18      | +29.443   | 11       | 3      |
| 14      | 32  | Isaac Viñales          | FTR Honda   | 18      | +31.541   | 17       | 2      |
| 15      | 22  | Ana Carrasco           | KTM         | 18      | +31.579   | 19       | 1      |
| 16      | 4   | Francesco Bagnaia      | FTR Honda   | 18      | +31.695   | 32       |        |
| 17      | 17  | John McPhee            | FTR Honda   | 18      | +32.058   | 20       |        |
| 18      | 11  | Livio Loi              | Kalex KTM   | 18      | +32.469   | 15       |        |
| 19      | 61  | Arthur Sissis          | KTM         | 18      | +34.809   | 18       |        |
| 20      | 21  | Luca Amato             | Mahindra    | 18      | +35.240   | 28       |        |
| 21      | 58  | Juan Francisco Guevara | TSR Honda   | 18      | +35.572   | 29       |        |
| 22      | 29  | Hyuga Watanabe         | FTR Honda   | 18      | +37.079   | 27       |        |
| 23      | 77  | Lorenzo Baldassarri    | FTR Honda   | 18      | +41.482   | 26       |        |
| 24      | 57  | Eric Granado           | Kalex KTM   | 18      | +1:01.040 | 16       |        |
| Ret     | 23  | Niccolò Antonelli      | FTR Honda   | 7       | Caída     | 3        |        |
| Ret     | 3   | Matteo Ferrari         | FTR Honda   | 7       | Retirado  | 23       |        |
| Ret     | 7   | Efrén Vázquez          | Mahindra    | 7       | Retirado  | 8        |        |
| Ret     | 9   | Toni Finsterbusch      | Kalex KTM   | 5       | Caída     | 24       |        |
| Ret     | 79  | Aizat Malik            | KTM         | 3       | Caída     | 31       |        |
| Ret     | 80  | Hafiq Azmi             | KTM         | 1       | Caída     | 30       |        |
| Ret     | 89  | Alan Techer            | TSR Honda   | 0       | Caída     | 22       |        |
| Ret     | 53  | Jasper Iwema           | Kalex KTM   | 0       | Caída     | 25       |        |
| DNS     | 63  | Zulfahmi Khairuddin    | KTM         |         | Lesionado |          |        |
| DNS     | 19  | Alessandro Tonucci     | FTR Honda   |         | Lesionado |          |        |
| DNS     | 66  | Florian Alt            | Kalex KTM   |         | Lesionado |          |        |
| Fuente: |     |                        |             |         |           |          |        |